# Krátký film
Krátký film, též krátkometrážní film, je označení pro filmové snímky určené pro kina, které mají krátkou délku. V různých zemích může být tato délka jinak stanovená. Podle českého Národního filmového archivu platí v Česku dlouhodobý úzus, který jako krátkometrážní označuje filmy do délky 30 minut, případně 850 m původní metráže. Americká Akademie filmového umění a věd definuje krátký film jako takový, který není delší než 40 minut. Kanadská Academy of Canadian Cinema & Television uvádí, že dokumentární krátké filmy mohou mít délku do 45 minut, zatímco dramatická tvorba do 60 minut.
V počátcích filmu prakticky všechny vyráběné spadaly do této kategorie, ovšem neoznačovaly se tak, teprve vznik celovečerního filmu dal vzejít potřebě tyto dvě kategorie od sebe odlišovat, přičemž rozlišení bylo dáno počtem kotoučů, na který se film při promítání vešel: krátký film se vešel na dva kotouče 35milimetrového filmu, celovečerní byl na více než dvou kotoučích. V současnosti se na krátké filmy specializují zejména nezávislí filmaři s nízkými rozpočty a uplatňují je na umělecky orientovaných festivalech, v kinech už běží málokdy. Pro televizní či internetové produkce se označení krátký film nepoužívá.
Krátký film může být hraný i animovaný, v Československu vznikly po druhé světové válce k natáčení těchto snímků specializované podniky, které měly určení přímo v názvu, Krátký film Praha a Krátký film Gottwaldov. Zvláště výrobě animovaných krátkých filmů se ale věnovala i jiná studia, například Bratři v triku.